# Triangulace
V trigonometrii a elementární geometrii je triangulace způsob zjišťování souřadnic a vzdáleností. Provádí se trigonometrickým výpočtem. Sestrojí se pomyslný trojúhelník, jehož jedna strana je strana již známého jiného trojúhelníku s dvěma koncovými referenčními body a třetím bodem je místo, jehož souřadnice se zjišťuje. Triangulace se nejčastěji užívá pro účely zeměměřičství, geodézie, navigace, metrologie, astrometrie nebo při řízení palby.
- Při tvorbě map se napřed provádí měření v terénu. Zde se tenkrát triangulace užívalo proto, že v terénu se snadněji měřil úhel, než vzdálenost. Naměřily se všechny možné úhly, změřilo se několik vzdáleností a všechny ostatní se pak pohodlně doma trigonometricky vypočítávaly.

## Příklad užití triangulace

Triangulace se používá pro výpočet polohy a vzdálenosti lodi od pobřeží. Pozorovatel v místě A změří úhel α mezi pobřežím a lodí a pozorovatel v místě B změří úhel β. Pokud je známá vzdálenost l nebo souřadnice bodů A a B, je možné vypočítat souřadnice lodi a vzdálenost d

V obrázku napravo je příklad výpočtu vzdálenosti lodi d od břehu. V bodě A změříme teodolitem úhel α a v bodě B provedeme stejné měření pro úhel β. Předpokládáme, že vzdálenost obou bodů l je známá. Podle pravidla součtu vnitřních úhlů vypočítáme úhel θ u lodi: θ = 180° – α – β. K zjištění délek zbývajících stran trojúhelníku dále využijeme sinovou větu: sin(α) / a = sin(β) / b = sin(θ) / l. Podle definice goniometrické funkce sinus vypočítáme vzdálenost d: sin(α) = d / b nebo sin(β) = d / a. Nakonec můžeme odečíst vzdálenost meřicí základny od vlastního břehu.
Při výpočtu se aplikují následující pravidla (platí pouze na rovinné ploše):
- Součet vnitřních úhlů trojúhelníku je π rad nebo 180 stupňů
- Sinová věta
- Kosinová věta
- Tangentová věta
- Pythagorova věta

## Triangulační body ve volné krajině

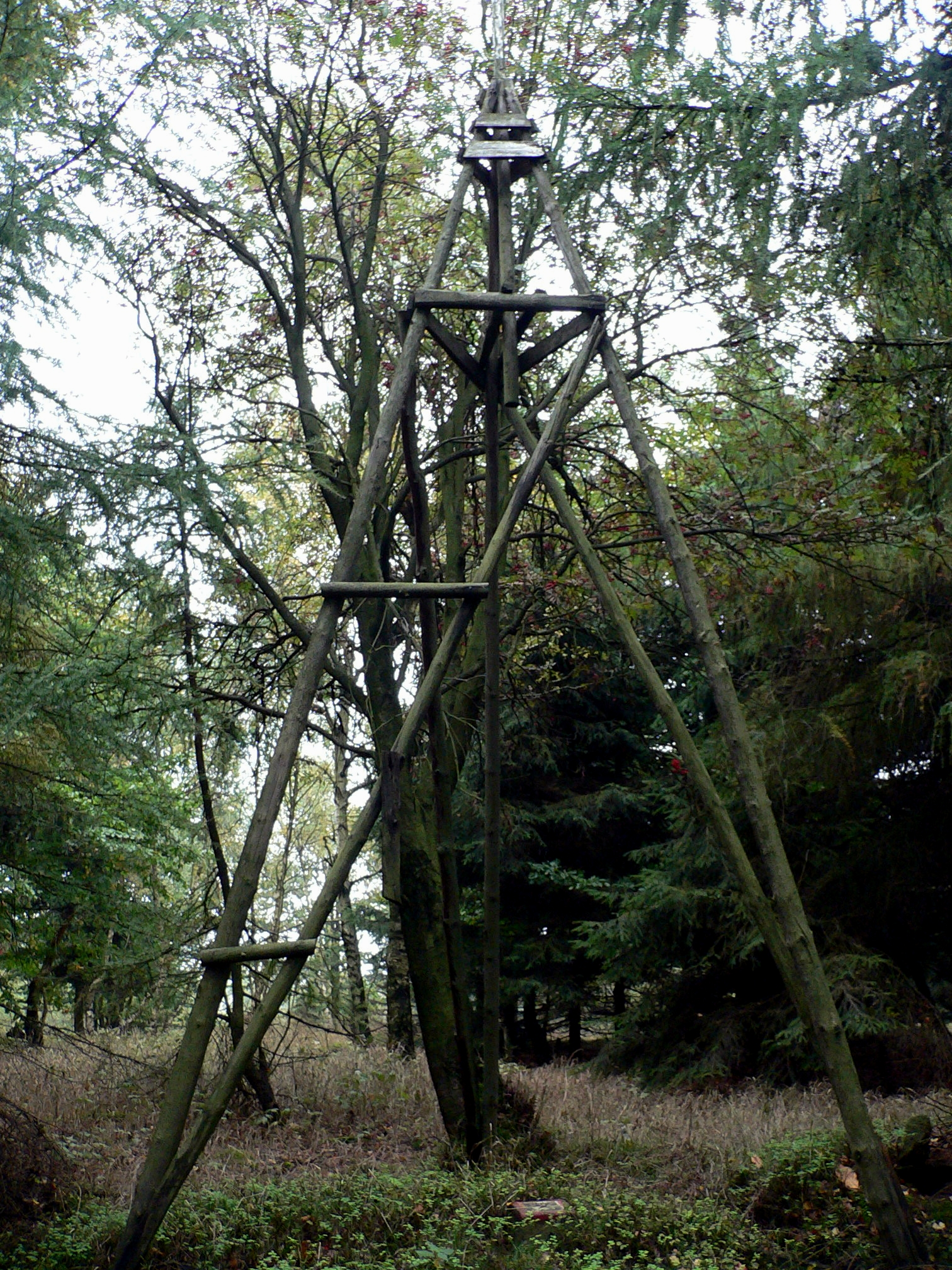
Triangulační bod na Jelením vrchu v Krušných horách označený kamenným geodetickým označníkem a dřevěnou konstrukcí

V praktické terénní geodézii je možno se setkat ve volné krajině se sítí konkrétních triangulačních bodů (lidově nazývaných jakožto triangly či trigasy). Jedná se o geodetické body označené vždy kamennými geodetickými označníky (speciální terénní patníky). Ty mají na temeni kamene umístěn záměrný křížek. V minulosti bývaly tyto kamenné označníky velmi často doplněny o jednoduchou dřevěnou konstrukcí jehlanovitého tvaru – triangulační věž, jež bývala viditelná z velké dálky. Tyto triangly bývaly ve volné krajině umístěny zpravidla někde na kopci či na návrší a proto bývaly dobře viditelné z mnoha stran v okolí trianguačního bodu. Kromě své základní funkce též mimo jiné velmi dobře sloužily pro základní orientaci v neznámé krajině. Je ovšem třeba také podotknout, že triangulační systém ve volné krajině (spolu se systémem nivelačním resp. nivelizačním) je plně státní záležitost, jedná se tedy o zcela veřejný geodetický systém.
- Zajímavost: Pro triangulaci Moravy byla jako výchozí bod určena špička Svatoštěpánského kostela ve Vídni.